# Parent
Parent – miejscowość i gmina we Francji, w regionie Owernia-Rodan-Alpy, w departamencie Puy-de-Dôme.
Według danych na rok 1990 gminę zamieszkiwało 696 osób, a gęstość zaludnienia wynosiła 185 osób/km² (wśród 1310 gmin Owernii Parent plasuje się na 316. miejscu pod względem liczby ludności, natomiast pod względem powierzchni na miejscu 1019.).